# Lista de presidentes da Coreia do Sul por falecimento
|                                                                             |  |                                                                                  |
| Syngman Rhee, presidente que faleceu há mais tempo, em 19 de julho de 1965. |  | Chun Doo-hwan, presidente que faleceu há menos tempo, em 23 de novembro de 2021. |

Esta é uma lista dos presidentes da Coreia do Sul por falecimento, contendo informações sobre a data, local e causa de falecimento, além de comparações e estatísticas diversas.
O primeiro presidente a falecer foi Syngman Rhee, em 19 de julho de 1965, há 59 anos e 241 dias; o último foi Chun Doo-hwan, em 23 de novembro de 2021, portanto há 3 anos e 114 dias. A diferença de tempo entre ambos é de 56 anos, 4 meses e 4 dias. A menor diferença de tempo entre duas mortes é de 28 dias, referente ao espaço entre os falecimentos de Roh Tae-woo e Chun Doo-hwan. A maior diferença entre duas mortes é 16 anos, 3 meses e 4 dias, referente ao espaço entre os falecimentos de Yun Bo-seon e Choi Kyu-hah.

## Lista dos presidentes
| # | OH | Presidente     | Data de falecimento e idade      | Local do falecimento            | Causa da morte               | Local do sepultamento                  | Imagem | Ref.         |
| - | -- | -------------- | -------------------------------- | ------------------------------- | ---------------------------- | -------------------------------------- | ------ | ------------ |
| 1 | 1  | Syngman Rhee   | 19 de julho de 1965 (90 anos)    | Honolulu, Havaí, Estados Unidos | Acidente vascular cerebral   | Cemitério Nacional de Seul             |        | [ 1 ]        |
| 2 | 3  | Park Chung-hee | 26 de outubro de 1979 (62 anos)  | Jongno-gu, Seul                 | Assassinato por arma de fogo | Cemitério Nacional de Seul, Seul       |        | [ 2 ]        |
| 3 | 2  | Yun Bo-seon    | 18 de julho de 1990 (92 anos)    | Jongno-gu, Seul                 | Diabetes                     | Asan, Chungcheong do Sul               |        | [ 3 ]        |
| 4 | 4  | Choi Kyu-hah   | 22 de outubro de 2006 (87 anos)  | Jongno-gu, Seul                 | Doença cardíaca              | Cemitério Nacional de Daejeon, Daejeon |        | [ 4 ]        |
| 5 | 9  | Roh Moo-hyun   | 23 de maio de 2009 (62 anos)     | Busan                           | Suicídio por precipitação    | Bongha, Gyeongsang do Sul              |        | [ 5 ]        |
| 6 | 8  | Kim Dae-jung   | 18 de agosto de 2009 (85 anos)   | Seodaemun-gu, Seul              | Insuficiência cardíaca       | Cemitério Nacional de Seul, Seul       |        | [ 6 ]        |
| 7 | 7  | Kim Young-sam  | 22 de novembro de 2015 (87 anos) | Jongno-gu, Seul                 | Insuficiência cardíaca       | Cemitério Nacional de Seul, Seul       |        | [ 7 ]        |
| 8 | 6  | Roh Tae-woo    | 26 de outubro de 2021 (88 anos)  | Jongno-gu, Seul                 | Causas naturais              | Paju, Gyeonggi                         |        | [ 8 ]        |
| 9 | 5  | Chun Doo-hwan  | 23 de novembro de 2021 (90 anos) | Seodaemun-gu, Seul              | Mieloma múltiplo             | Cremado                                |        | [ 9 ] [ 10 ] |

## Falecimentos por século e década
No total, 3 presidentes faleceram no século XX e 6 faleceram no século XXI. Contabilizando por década:
| 1960 (1) • Syngman Rhee (1965)                                           |
| 1970 (1) • Park Chung-hee (1979)                                         |
| 1980 (0) • nenhum                                                        |
| 1990 (1) • Yun Bo-seon (1990)                                            |
| 2000 (3) • Choi Kyu-hah (2006), Roh Moo-hyun (2009), Kim Dae-jung (2009) |
| 2010 (1) • Kim Young-sam (2015)                                          |
| 2020 (2) • Roh Tae-woo (2021), Chun Doo-hwan (2021)                      |

## Falecidos no mesmo ano, data ou idade

### Mesmo ano
- Roh Moo-hyun e Kim Dae-jung faleceram em 2009.
- Roh Tae-woo e Chun Doo-hwan faleceram em 2021.

### Mesma data
- Park Chung-hee e Roh Tae-woo faleceram ambos no dia 26 de outubro.

### Mesma idade
- 90: Syngman Rhee e Chun Doo-hwan
- 87: Choi Kyu-hah e Kim Young-sam
- 62: Park Chung-hee e Roh Moo-hyun

## Presidente quando falecido
- Park Chung-hee (1963–1979) (1): Syngman Rhee
- Roh Tae-woo (1988–1993) (1): Yun Bo-seon
- Roh Moo-hyun (2003–2008) (1): Choi Kyu-hah
- Lee Myung-bak (2008–2013) (2): Roh Moo-hyun, Kim Dae-jung
- Park Geun-hye (2013–2017) (1): Kim Young-sam
- Moon Jae-in (2017–2022) (2): Roh Tae-woo, Chun Doo-hwan

Park Chung-hee foi assassinado durante o exercício do mandato.